# Bucha (planta)

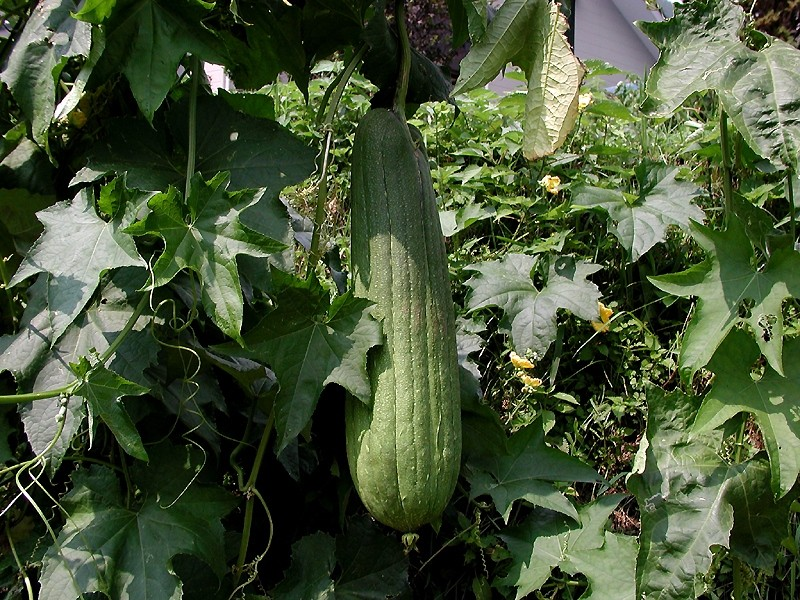
Bucha

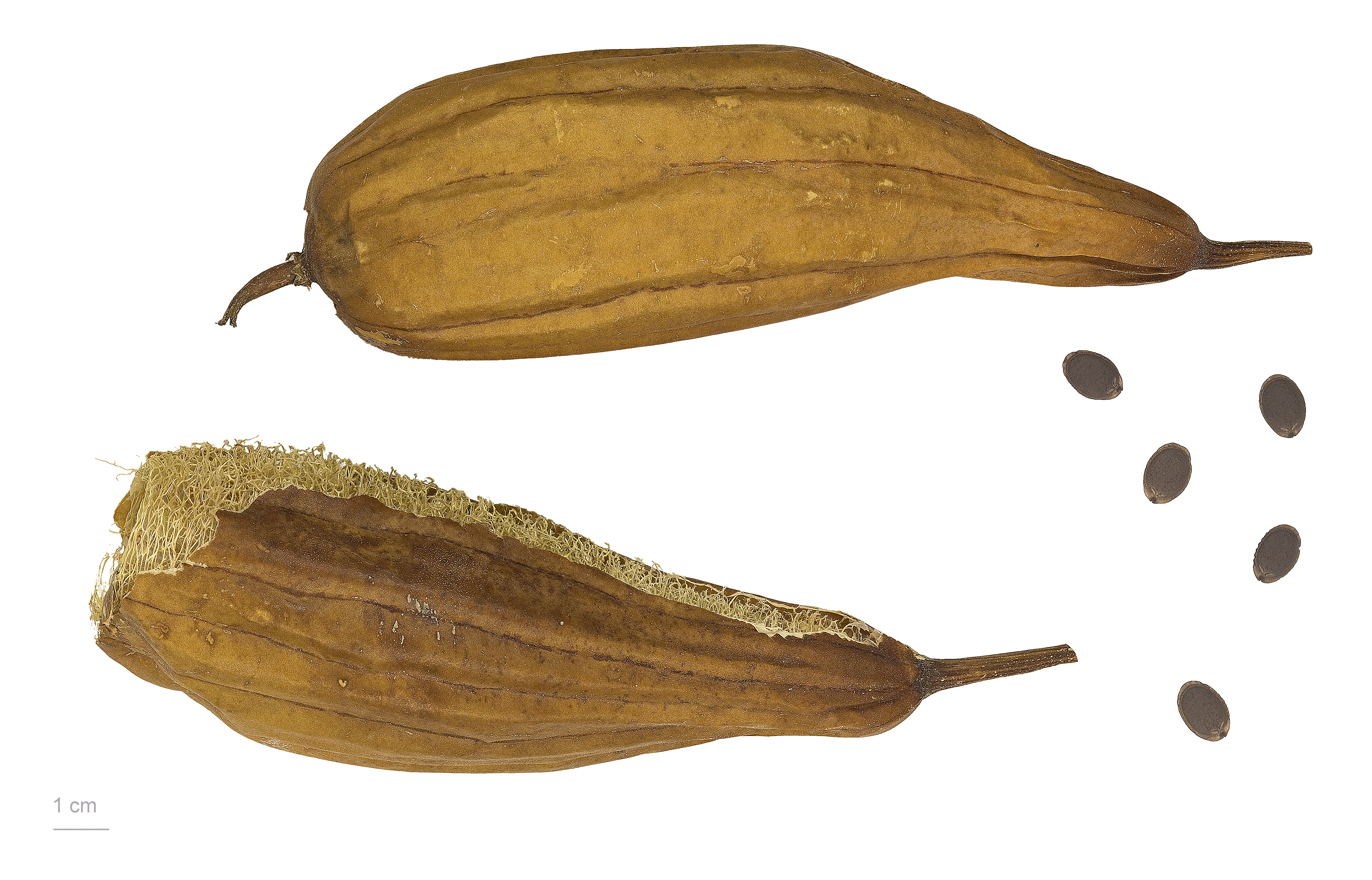
Luffa aegyptiaca - MHNT

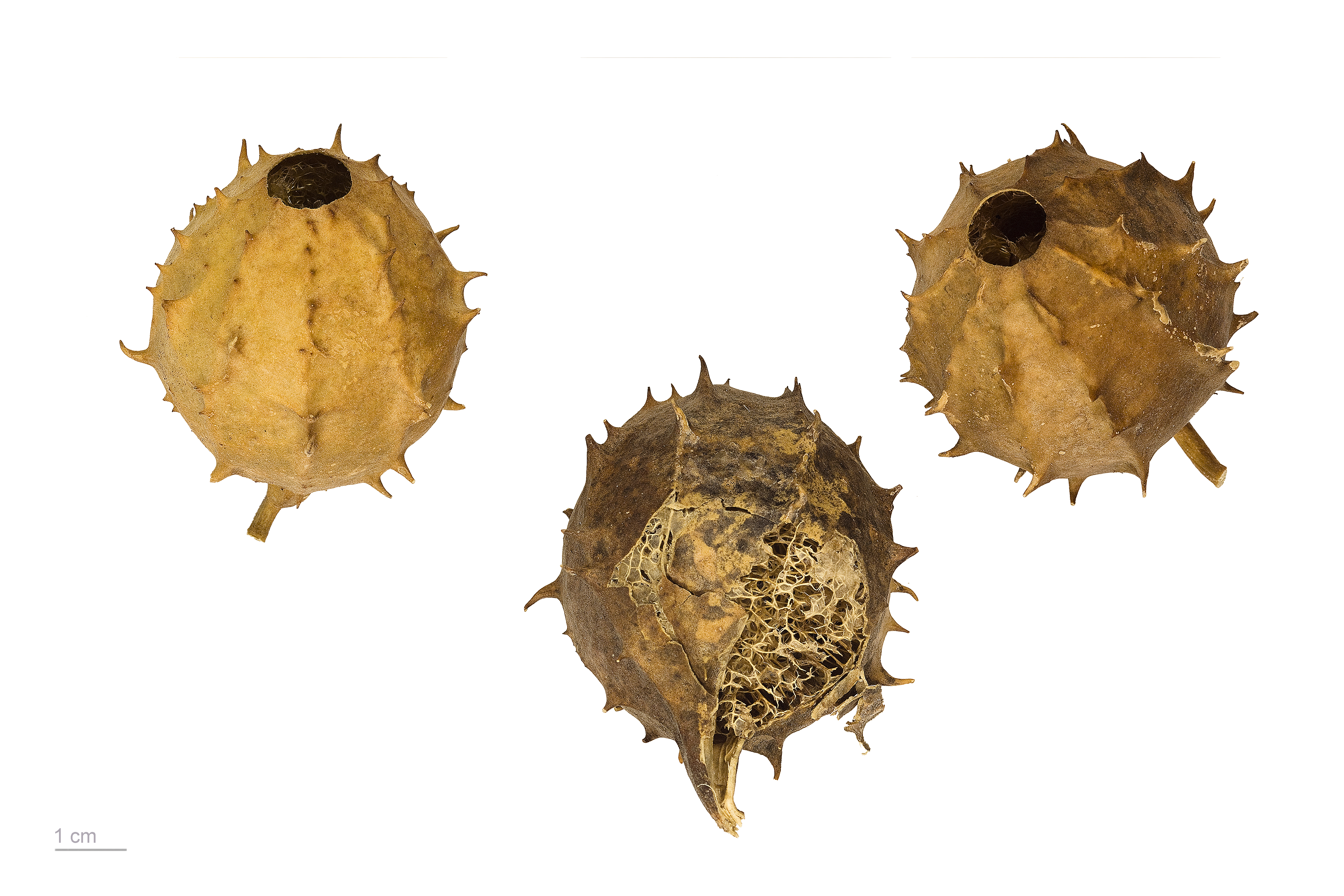
Luffa operculata - MHNT

Bucha (Luffa aegyptiaca; Luffa cyllindrica) é uma trepadeira alta da família das cucurbitáceas, e como pertencente ao gênero Luffa é por vezes chamada simplesmente por Lufa. Possui folhas palmatilobadas, flores amarelas, rajadas de verde, e bagas obovadas, oblongas, de até 45 centímetros semelhante ao pepino. Algumas variedades podem atingir mais de 1,2 metro. A bucha é nativa das regiões tropicais do chamado "Velho Mundo".
Apesar de ter como restritivo especifico “aegyptiaca”, que pode levar a pensar que é nativa do Egipto, acredita-se que seja nativa da Índia e do Paquistão. Quando a espécie foi descrita, era conhecida na Europa como “pepino do Egipto”.
É uma planta subespontânea, também cultivada em outras regiões tropicais por seus usos medicinais, brotos e frutos verdes comestíveis (não confundir com a buchinha-do-norte (Luffa operculata), que é tóxica). A bucha é cultivada especialmente pelas fibras do fruto seco, que são usadas principalmente como esfregão de banho, podendo também ser usadas como palmilha e bucha de carga para tiro, entre outras funções. 
A bucha também é conhecida como bucha-dos-paulistas, bucha-dos-pescadores, bucha-de-cerca, bucha-de-parreira, esfregão, fruta-cocta, fruta-dos-paulistas, gombô-grande, mamalongo e quingombô-grande. Em outros idiomas, conhecida como: spongo (Esperanto), pashte (Guatemala), susemi (Coréia), loufa (França), musú (República Dominicana) e paste (El Salvador).

## Galeria

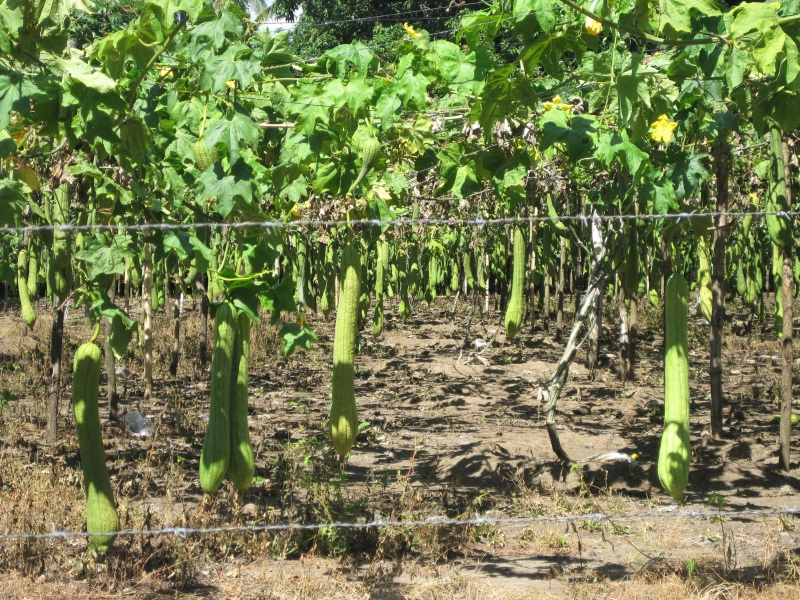
Plantação (Luffa aegyptiaca) na Guatemala
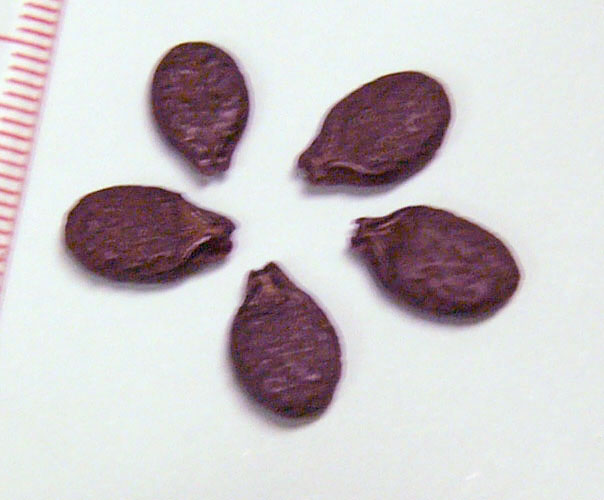
Semente de Luffa acutangula
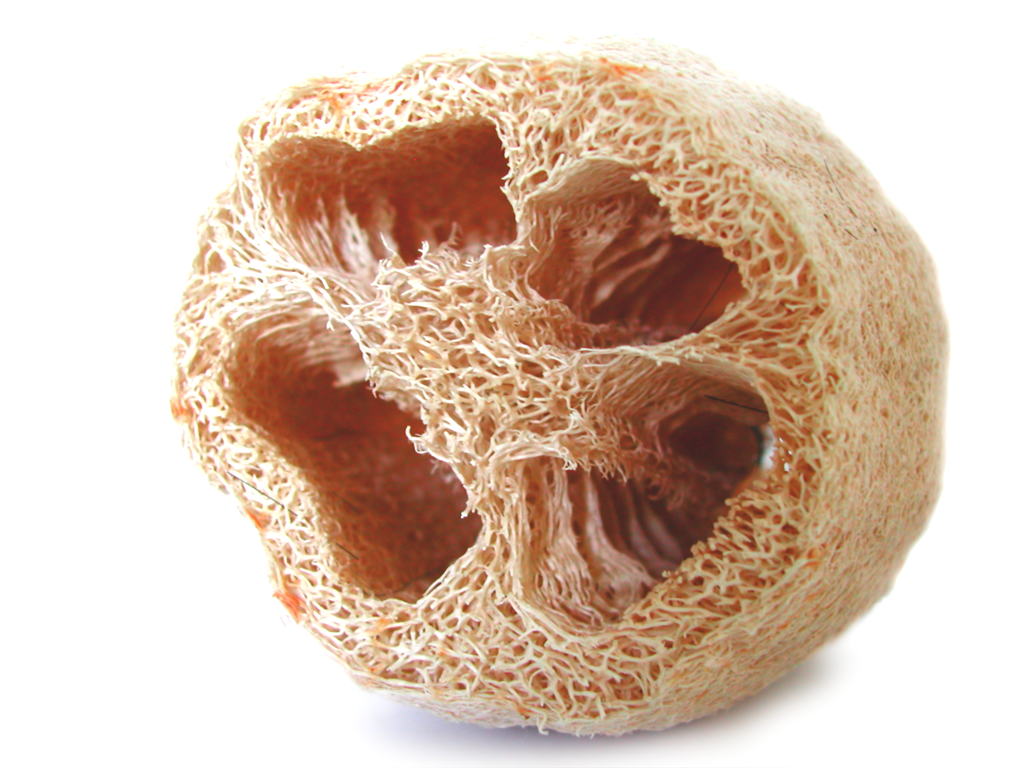
Bucha vegetal seca
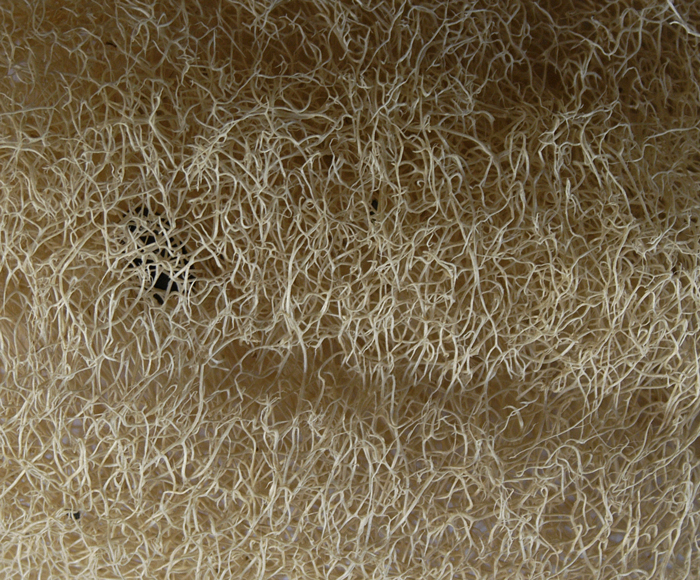
Bucha vegetal seca (detalhe)
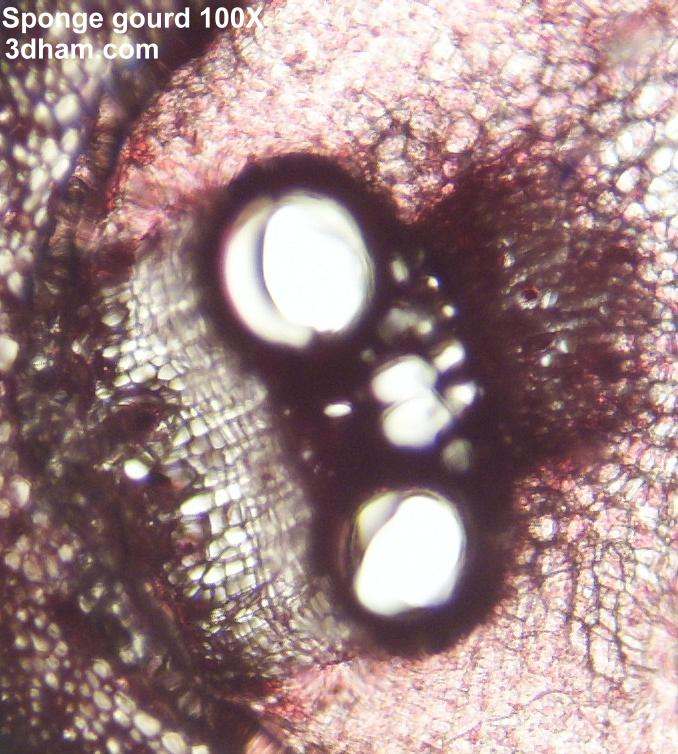
Luffa aegyptiaca seca ampliação 100 X
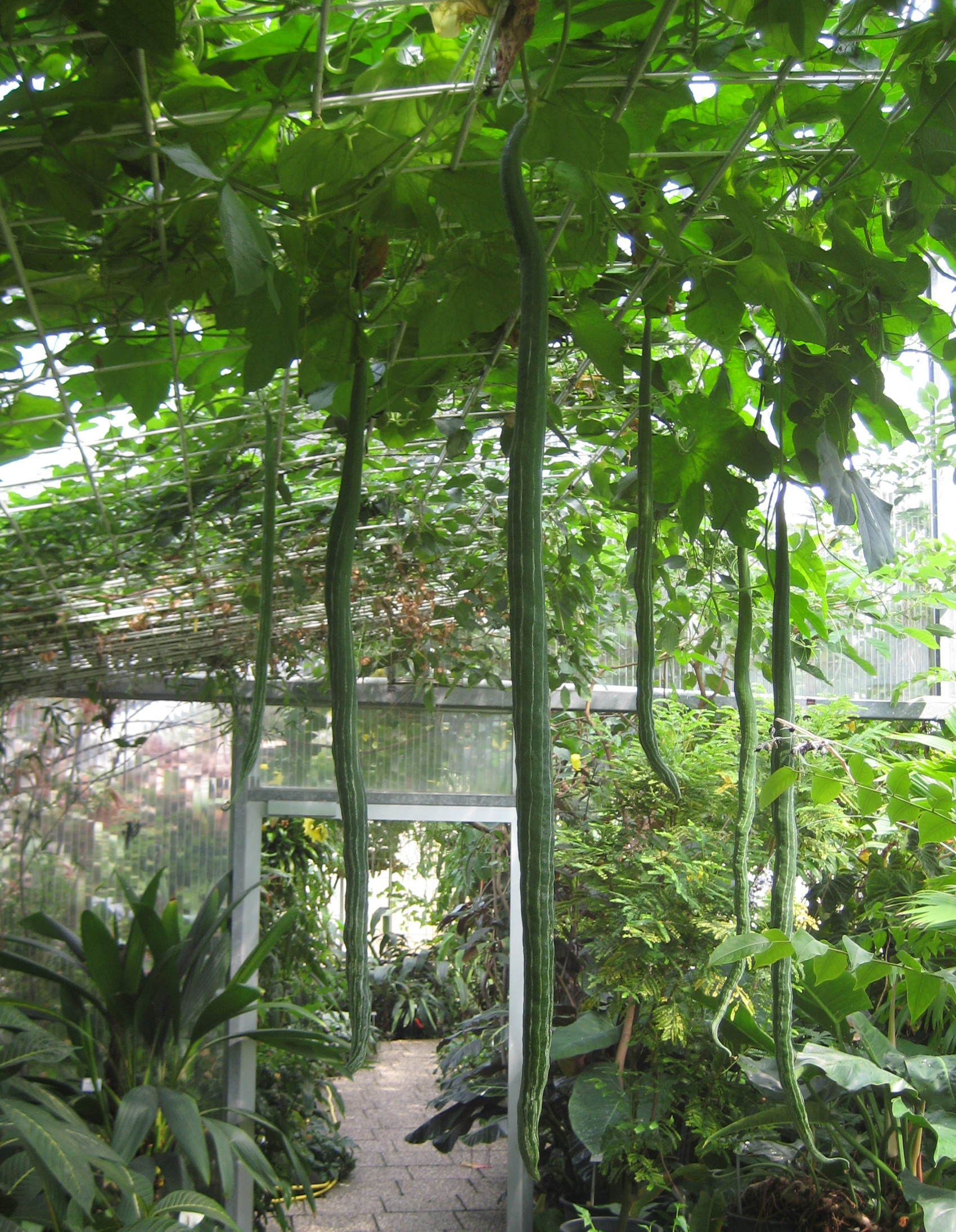
Luffa aegyptiaca Bucha de metro
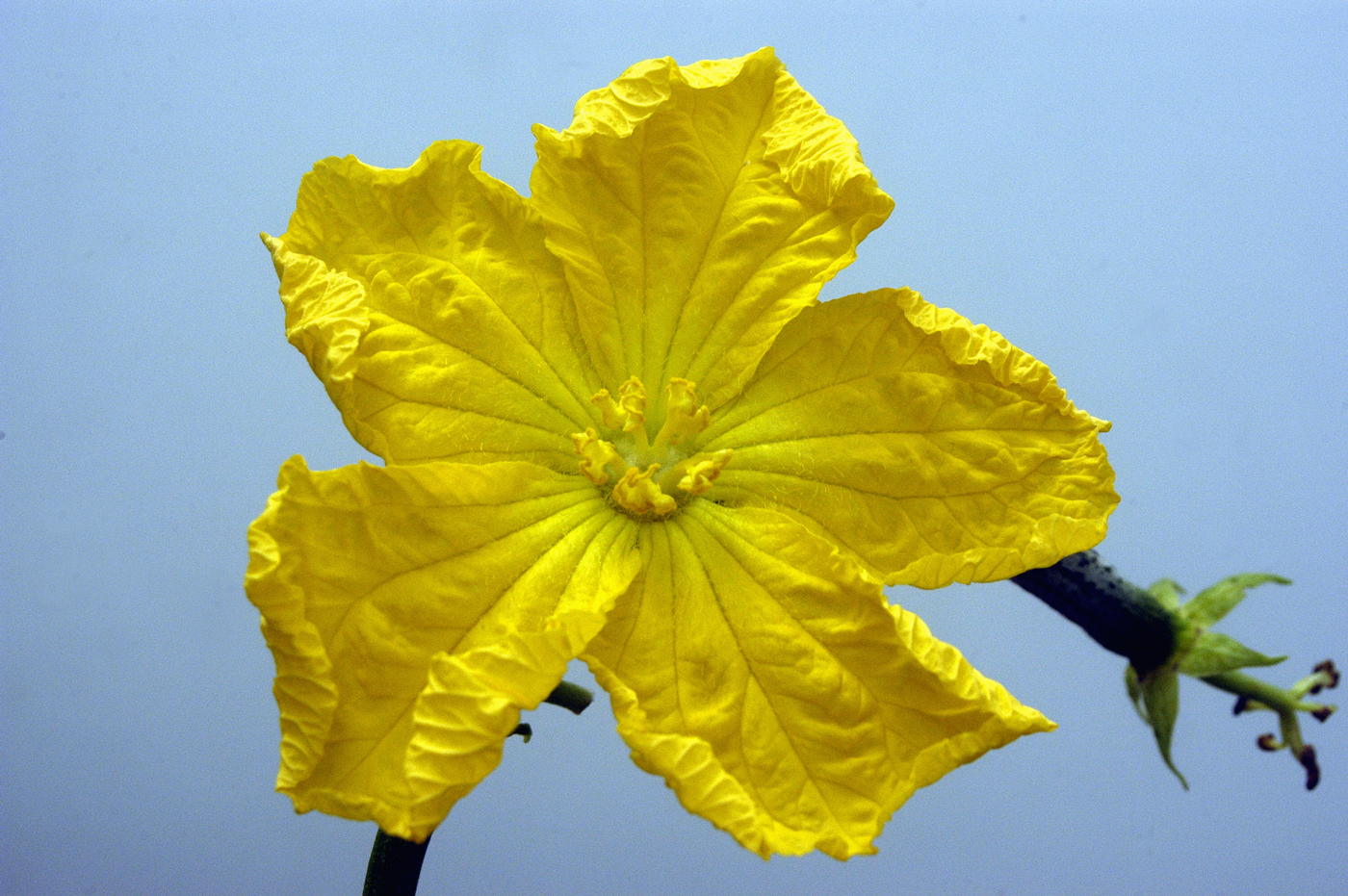
Luffa cyllindrica. Flores
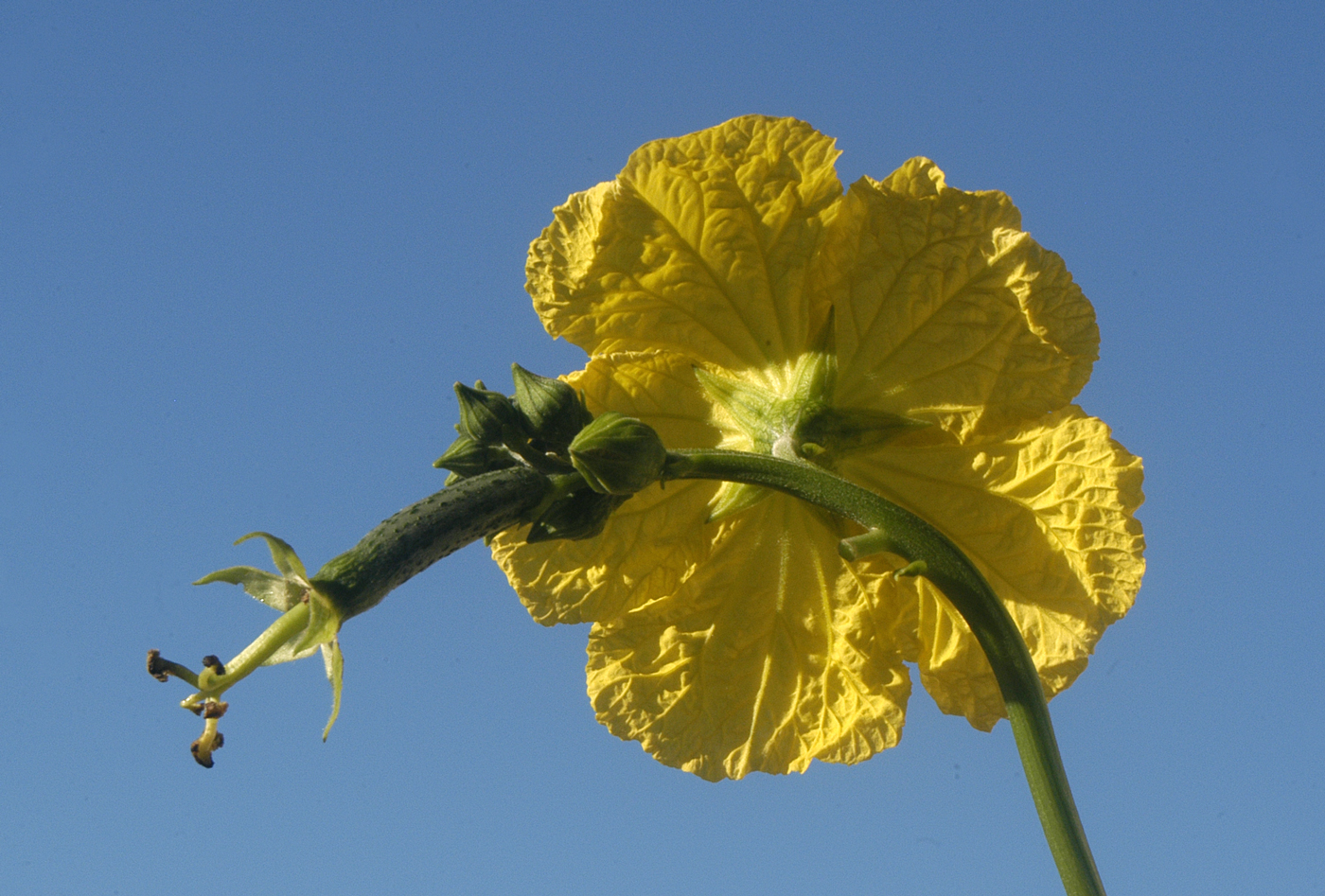
Luffa cyllindrica. Flores,
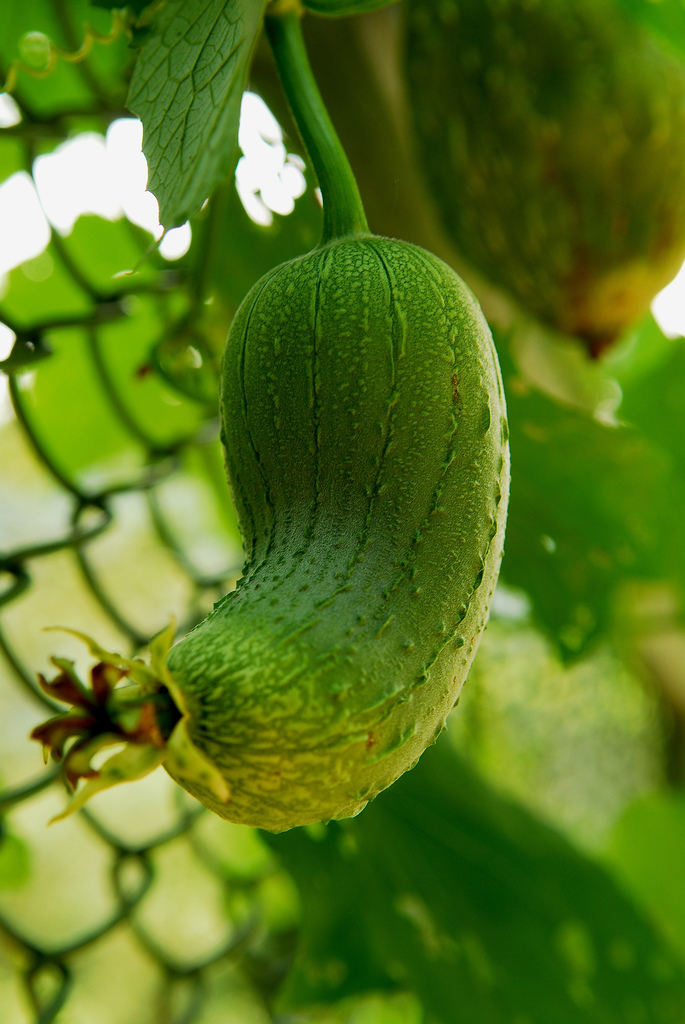
Luffa aegyptiaca em desenvolvimento